# 数字低音

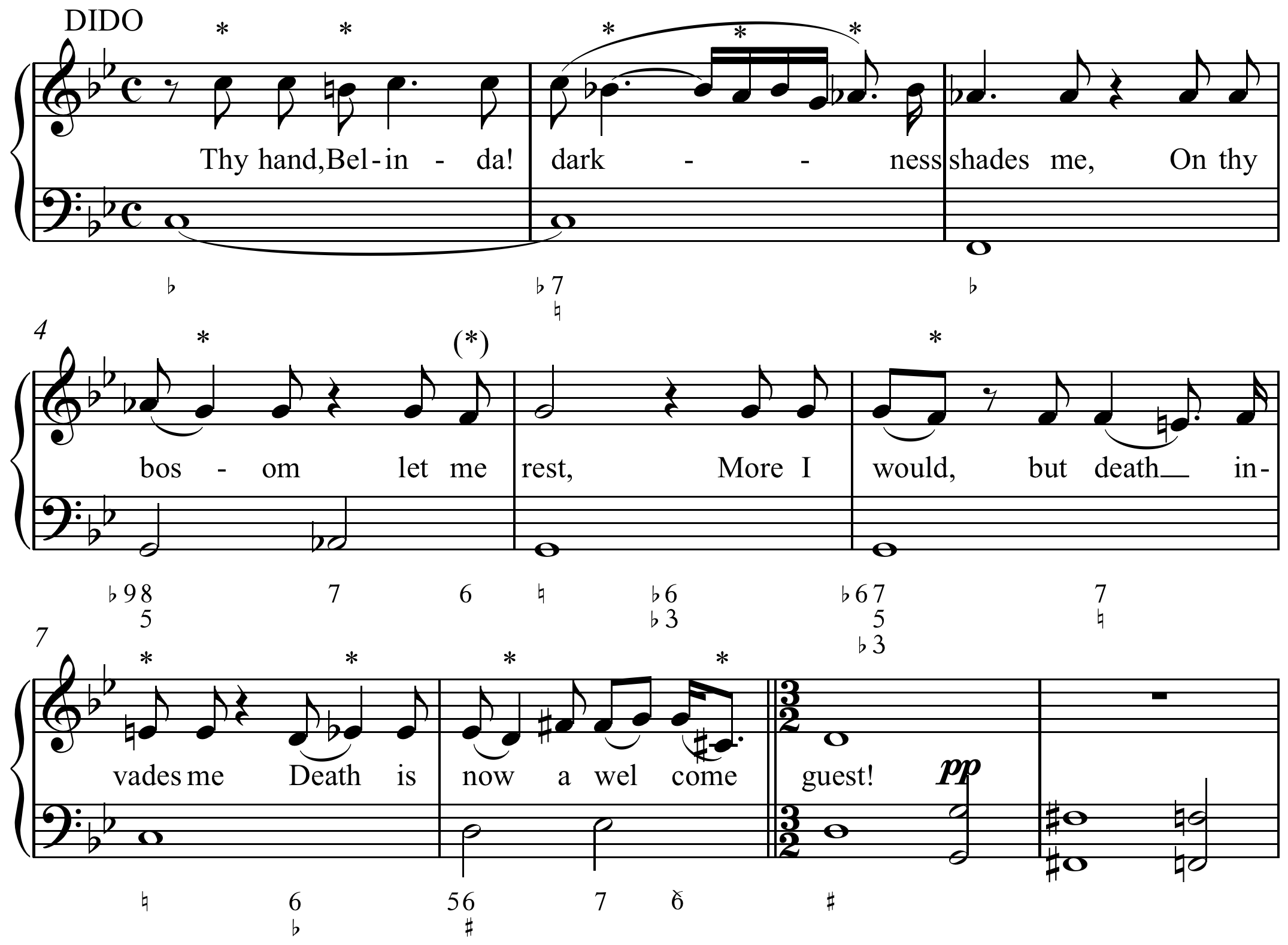
亨利·普赛尔歌剧《迪多和埃尼阿斯》（1689）“贝琳达，你的手“唱段开头旋律，下方附有数字低音。；带完整和声。

数字低音（或称通奏低音）是一种记谱法，以数字和符号（通常是升降号）来指示音程、和弦以及和弦外音；音乐家可以依此在钢琴、羽管键琴、风琴、琉特琴或其他能演奏和弦的乐器上，按这些标示与低音的上下关系来演奏。数字低音与历史上的持续低音（basso ostinato）关系密切，后者在巴洛克时期几乎所有流派的音乐中都用作即兴伴奏，但现代音乐中极少使用。
其他表记和弦的体系包括： 古典音乐中使用的五线谱记谱、和声分析中普遍采用的罗马数字、时而用在现代音乐学中的宏分析（macro analysis）、纳什维尔数字体系，以及爵士乐和流行音乐中多种多样的和弦名称和符号（例如C Major、或简称C；D minor或Dm，G7等）。

## 持续低音
巴罗克时期（约1600-1750年）音乐中的持续低音声部几乎无处不在，为音乐提供了和声骨架。Basso continuo一词经常简称为continuo，演奏持续低音声部的演奏家称为持续低音组。许多巴罗克时期作品的标题中都会提到持续低音组，如巴赫为两把小提琴、弦乐和持续低音而作的d小调协奏曲。
数字低音的处理实现通常由演奏者完成，这在巴洛克时期的实践中有各种各样的情况。它至少需要一件可以演奏和弦的乐器，如羽管键琴、风琴、琉特琴、西尔伯琴、吉他、古簧风琴或竖琴。此外，低音区的乐器数目不拘，如大提琴、倍低音提琴、低音维奥尔琴或巴松。最通行的组合，在歌剧等世俗声乐作品中是羽管键琴和大提琴，宗教音乐中是管风琴（至少现代的诠释是这样）。演奏者一般会按照乐器的家族分类来扩充编制：当编制有双簧管或其他管乐时，也加入巴松；但当编制只有弦乐组时，则只用大提琴（倍低音提琴可选）。竖琴、琉特琴等手持乐器则在17世纪初的音乐中更典型。作曲家有时指定乐器：蒙特威尔第在《奥菲欧》中要求的编制有例外的变化，田园场景以多台羽管键琴和低音小提琴伴奏，而随后的悲歌则用小型管风琴和西尔伯琴来伴奏，卡戎守护着的古簧风琴的声音。
键盘（或其他能演奏和弦的乐器）演奏家通过在记谱的低音线条之上演奏实现准备的或即兴的完整和弦，来对持续低音声部进行处理。以下描述的数字低音记谱只是一个指引，但演奏者也应运用他们的判断力来依据其他声部（尤其是主旋律声部及其中的变化音）来指引自己的演奏。经验丰富的演奏者会在自己的演奏中引用其他声部中出现的动机。这类音乐的现代修订版通常会完整写出键盘声部的音，来代替即兴。随着复古风格演奏的兴起，越来越多的人又具备了像巴罗克时期演奏家那样从数字标记中视奏的能力。
尽管持续低音是巴罗克时期音乐的本质结构和判别特征，但在之后继续出现在许多作品中，最多的是（但不仅限于）古典时期（约至1800年以前）的宗教合唱作品。
C·P·E·巴赫的d小调长笛、弦乐和持续低音协奏曲是一个例子。19世纪的持续低音应用更少，但也有如布鲁克纳、贝多芬的弥撒，另如舒伯特，有为管风琴作出的持续低音声部。

## 数字低音的标记
数字低音标示的声部，是将数字和升降号（有时是数字划上斜杠或反斜杠）记于低音线条的谱表下方，以指示应演奏低音上方的哪些音程，从而指示出和弦的转位。
无和声独奏（tasto solo）表示暂时只演奏低音，而不演奏上方和弦（直到再次出现数字标记）。Tasto solo需要特地标示出来，因为如果低音没有数字标示，则惯例上默认是指原位三和弦，或由其他数字标记的和声运动推断出来。例如，若C大调的持续低音声部中，第一小节开始的低音C，第二小节下行到1B；尽管中间无标记，和弦伴奏乐器也会推断出这很可能是一个第一转位的属和弦（从低到高为B-D-G）。
作曲家对以下的数字用法并不统一。尤其在17世纪，凡是作曲家认为显然的和弦，均省略数字。早期作曲家如蒙特威尔第常用10、11、15这样的复音程表示八度。
以下总结了当代的数字低音用法：
自然音三和弦：
- 原位：不写，或5
3
- 第一转位：6或6
3
- 第二转位：6
4

七和弦：
- 原位：7
- 第一转位：6
5
- 第二转位：4
3
- 第三转位：2或4
2

### 数字
数字表示的是低音上方应演奏的自然音程。例如：
其中低音是C，数字4和6表示应演奏其上方的四度和六度音，即F和A。所以，应演奏F大三和弦的第二转位：
数字3和5显然时，一般会省略。例如：
与
含义相同，均指
不过演奏者可以自行决定在哪个八度演奏这些音，而且也常会做一些发挥，如不作柱式和弦而演奏成琶音，或根据乐曲的速度和织体加入即兴的装饰音。
有时数字会省略：例如，单独的一个2或4
2表示。在数字低音标示者的角度来看，这个低音显然是第三转位和弦，所以六度音程是演奏者自然添加的。很多时候数字完全不写，因为和声进行或旋律已经蕴含了和弦结构。
有时数字变化时，低音保持不变。这时新和弦的数字就标在小节中应该出现的位置即可。
 意为 
当低音变化、但和弦的上方音保持时，在标示数字后画线，一直延长到和弦持续的终点，以表示这种情况：
 意为 
注意，低音移动后，和弦的音程关系已经改变，上例中即从6
3到 7
4，但是数字不再另行标示。

### 变化音
当单独出现一个升降号时，它适用于低音上方的三度音；一般来说这个音是和弦的三音。而当指明数字时，升降号影响所指数字的音程。例如，下面是升降号不伴随数字时的通用含义，指对低音上方三度音的操作：
 意为 
升降号有时加在数字的后面。
另外，在数字旁画一加号（或叉），表示该音升高半音（即，降半音的变为还原，还原的变为升半音）。另一种方式是在数字上划一条反斜杠。所以，以下三种记谱方式等价：
 均指 
数字加正斜杠有时表示降低半音，但这种表示不常见。
 均指
变化音记号要配合调号使用，但尤其是在17世纪音乐中，其含义略有不同。升号可能是用来抵消调号中的降号（反之亦然），而不使用还原记号来表示还原。

### 实际应用的例子
羅馬數字低音

## 历史
16世纪末之前，管风琴为合唱即兴伴奏很普遍，而最迟1587年就已经出现了仅有低音线条的单独管风琴声部。16世纪中叶，意大利一些教会作曲家开始写作多合唱队作品。这种作品是为两个或以上合唱队所作，主要用于庆典场合，或利用所演出建筑的自然混响特性。多合唱队的表演有八个以上的对位声部，需要器乐伴奏。这些作品也称作cori spezzati，因为合唱的声部是互相独立的，有时甚至处在不同的位置上。
若非教堂中已有对合唱伴奏的实践，恐怕不会有两个或以上合唱队结构互相独立的概念出现。记录显示，教堂管风琴最早15世纪就出现，但具体用途不明。15、16世纪很多神职人员的口述都表明，部分礼拜仪式中有管风琴伴奏；同时也指出，西斯廷礼拜堂不用伴奏的做法是不常见的。到16世纪初，至少在小型教堂中，管风琴伴奏似乎是普遍的，当时偶有评论，痛惜教堂合唱团的素质下降。尤其是16世纪中后，很多手稿的做法更有效，采用写出的管风琴伴奏谱。这才直接奠定了通奏低音的基础（与所谓跟随低音［basso seguente, "following bass"］相似）。
完整写出的伴奏谱，多在早期多合唱队作品中出现（在有明确器乐旋律的合奏风格出现之前），且基本上都含有某一个合唱队四个声部的缩谱（大谱表）。不过，除此之外，对于和唱休息时的其他声部，只给出了一个单线条低音，出现的时机和声部不定。甚至Gabrielis（Andrea和Giovanni）、蒙特威尔第等人的早期合奏作品中，现代演奏者俗称“持续低音”（continuo）的最低声部，实际上是合唱之外的器乐演奏的“跟随低音”（basso seguente）；二者虽略有不同，但该低音确比任何人声音域都要低。
已知的跟随低音最早出版物，是1575年威尼斯的Placido Falconio所作的一本应答轮唱圣诗和哈利路亚。后来二三十年发展出所谓的“数字”持续低音，由于结构本质不同于上方声部的最低音，故也带一个低音线条。这样的数字持续低音一般人认为是作曲家Lodovico Viadana于1602年的一部经文歌集中所创（其自称实作于1594年）。但Viadana的持续低音并没有数字。现存最早的谱表上方带有临时升降记号的，是Giovanni Croce的一首经文歌，也是作于1594年。
跟随低音和数字低音在世俗音乐中同步发展。16世纪末如Emilio de'Cavalieri和Luzzasco Luzzaschi这样的牧歌作曲家，继承已有的多声部牧歌表演传统，并受当时贵族朝廷中时兴的名歌手影响，开始专门为独奏和伴奏创作。世俗声乐中的这种独唱加伴奏的织体，在单声歌曲这种体裁中达到顶峰；宗教声乐中，少数声部甚至是单声部的神圣协奏曲的发展过程与此类似。Cavalieri和卡契尼等人创作的世上最早的一些歌剧，伴奏声部也有数字指示和声。
多合唱队等这样的新体裁，确实是依靠独立或半独立的低音线条才成为可能。反过来，这个有数字指示完整和弦音的独立低音线条，很快形成了一种“功能”，这些音响也成为了“和声”（见和声和调性），音乐开始被理解为由和弦进行支持的旋律（主调音乐），而非复调音乐那种平等重要的交织声部线条。所以说，数字低音是巴罗克风格、以及后来对其创新而得的古典风格发展的支柱，更进一步也是后来大部分音乐风格的支柱。
18世纪中叶的华丽风格，追求更轻盈、更富变化的织体，歌唱性的旋律，此时的管弦乐逐渐淘汰了持续低音，独奏-伴奏织体逐渐变成具体写出的伴奏。18世纪后半，数字低音几乎绝迹，只剩宗教合唱音乐中将其一直使用到1800年以后：例如贝多芬C大调弥撒（1807）就有数字低音声部。
16、17、18世纪的众多作曲家和理论家都为和弦乐器演奏者写过“数字低音指南”，帮助他们将数字低音记谱作演奏处理；其中有Gregor Aichinger、Filippo Bonaffino、Friedrich Erhard Niedt、拉莫、泰勒曼、C·P·E·巴赫和Michael Praetorius。

## 现代应用
20世纪和21世纪，古典音乐家有时使用数字低音来速记和弦：如作曲家对新作品的草稿中，或学生做作品的和声分析时（如一首巴赫的合唱作品或肖邦的前奏曲）。除新巴罗克风格之外，现代的音乐作品中一般不用数字低音。手风琴记谱采用某种数字低音；吉他和弦用其另一种简化形式。2000年代，在专门表演巴罗克时期音乐的乐团以外，数字低音使用最多的场合是在和声分析中、或者作曲家的草稿中表示和弦的转位，但往往不用五线谱，而是直接用音名和数字表示。例如，某首钢琴曲中，右手弹奏C大三和弦（C-E-G），而左手低音是G，这样的C大三和弦第二转位会记作C6
4。若这个大三和弦低音为E，则是第一转位，记作C6
3或C6（爵士乐记谱不同，C6表示大六和弦C-E-G-A，即附加六级的C大三和弦）。分析功能和声时也可以用罗马数字搭配这些符号，称作“罗马数字分析”；见和弦符号。

## 扩展阅读
- Schick, Kyle (2012) "Improvisation: Performer as Co-composer," Musical Offerings: Vol. 3: No. 1, Article 3. Available at: http://digitalcommons.cedarville.edu/musicalofferings/vol3/iss1/3 （页面存档备份，存于）